# Alonso de Sedano

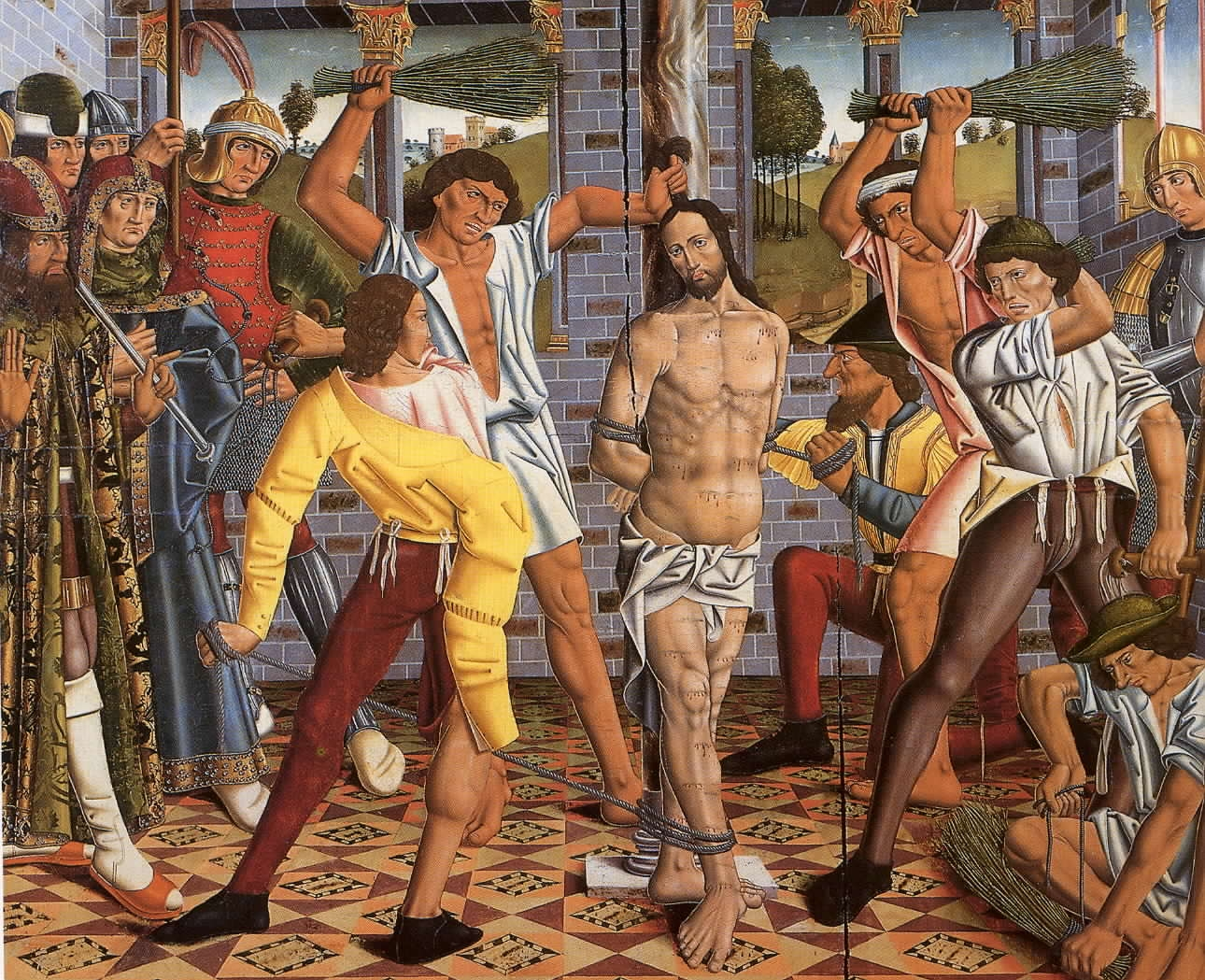
La Flagelación, hacia 1495, tabla perteneciente al Armario de las Reliquias de la catedral de Burgos.

Alonso de Sedano fue un pintor castellano, activo entre finales del siglo XV y el primer cuarto del XVI. Su carrera artística se desarrolló principalmente en Burgos, para cuya catedral realizó su obra más importante: las pinturas del Armario de las Reliquias (hoy desmontado: sus tablas se exponen en el museo de la catedral). Su estilo se entronca con el gótico hispanoflamenco, aunque incorpora influencias del Renacimiento italiano.

## Biografía
Se desconoce la fecha y el lugar de nacimiento, aunque su apellido parece indicar su origen en Sedano (actual provincia de Burgos). Quizá viajó a Italia y seguramente residió y se formó en Valencia. Trabajó para la catedral de Palma de Mallorca y a finales del siglo XV ya estaba instalado de nuevo en Castilla. Estuvo activo hasta 1525.

## Estilo
Sedano muestra, por una parte, fuertes influencias flamencas, sobre todo en su gusto por los detalles y las escenas anecdóticas en segundo plano o el estilo de las vestimentas, pero demuestra también su conocimiento de la pintura renacentista italiana en el uso de la perspectiva, en las arquitecturas interiores y en las anatomías. El historiador Enrique Lafuente Ferrari definió así el estilo de Alonso de Sedano:

Es un maestro áspero y expresionista, aficionado a unos rostros de seca arquitectura, acartonados y de ruda construcción ósea, así como a cierto lujo opulento en las vestiduras y al empleo de detalles renacientes en la ornamentación arquitectónica.
LAFUENTE FERRARI

## Obras
- San Sebastián (1485), Catedral de Palma de Mallorca, museo catedralicio.
- Misa de San Gregorio. Colección privada, Predio de S'Avall (Baleares).
- Armario de las Reliquias (en colaboración con el Maestro de Los Balbases, hacia 1495). Catedral de Burgos, museo catedralicio.
- Tablas del retablo mayor (hacia 1505), iglesia de San Millán de Los Balbases (Burgos).
- San Sebastián y San Roque. Tablas del Museo de Burgos (depósito del Museo Nacional de Escultura de Valladolid).
- Retablo de la Vida de la Virgen (hacia 1510), Montenegro de Cameros (Soria).
- Martirio de San Sebastián. Ayuntamiento de la Villa de Los Silos (Tenerife)
- Pinturas del retablo mayor de la iglesia de San Millán, Retablo mayor de la iglesia de san millan de los balbases.